# Албанія на зимових Олімпійських іграх 2006
Албанія на зимових Олімпійських іграх 2006 року, які відбулися в італійському місті Турин, була представлена одним спортсменом (чоловіком) в одному виді — гірськолижний спорт. Прапороносцем на церемоніях відкриття і закриття Олімпійських ігор був єдиний представник Албанії Ерйон Тола.
Албанія вперше взяла участь у зимових Олімпійських іграх. Албанські спортсмени не завоювали жодної медалі.

## Гірськолижний спорт
| Спортсмен  | Дисципліна                   | Фінал        | Фінал        | Фінал        | Фінал        |
| Спортсмен  | Дисципліна                   | Спуск 1      | Спуск 2      | Разом        | Місце        |
| ---------- | ---------------------------- | ------------ | ------------ | ------------ | ------------ |
| Ерйон Тола | супергігант, чоловіки        | n/a          | n/a          | 1:44.27      | 56           |
| Ерйон Тола | гігантський слалом, чоловіки | 1:30.87      | 1:32.02      | 3:02.89      | 35           |
| Ерйон Тола | слалом, чоловіки             | не фінішував | не фінішував | не фінішував | не фінішував |